# Ranunculus sapozhnikovii
Ranunculus sapozhnikovii är en ranunkelväxtart som beskrevs av Schegol.. Ranunculus sapozhnikovii ingår i släktet ranunkler, och familjen ranunkelväxter. Inga underarter finns listade i Catalogue of Life.